# غريغوريو ألفاريز
غريغوريو ألفاريز (بالإسبانية: Gregorio Álvarez)‏ هو مؤرخ وكاتب أرجنتيني، ولد في 28 نوفمبر 1889 في Ñorquín Department ‏ في الأرجنتين، وتوفي في 11 أكتوبر 1986 في الأرجنتين.